# Edward Kirby
Edward Kirby (Estados Unidos, 30 de octubre de 1901-5 de julio de 1968) fue un atleta estadounidense, especialista en la prueba de 3000 m por equipo en la que llegó a ser medallista de bronce olímpico en 1924.

## Carrera deportiva
En los JJ. OO. de París 1924 ganó la medalla de bronce en los 3000 m por equipo, con una puntuación total de 25 puntos, quedando en el podio tras Finlandia (oro) y Reino Unido (plata), siendo sus compañeros de equipo: William Cox y Willard Tibbetts.